# Vaðlavík
Vöðlavík o Vaðlavík (también Krossavík es una bahía de Islandia situada en la región oriental de Austurland. Se halla al norte de Reyðarfjörður, en el municipio de Fjarðabyggð, entre Muli y Gerpir. En 1940 se abrió una carretera desde Vöðlavík hasta Viðfjörður, antes de la construcción de Oddskarð. Desde la bahía y Vöðlavíkurheiði resaltan dos notables cimas montañosas, el Snæfugl y el Hestshaus.

## Historia

### Edad Media
Conocido como Vaðlaþing (Vöðlaþing, «thing de Vaðla») fue uno de los cuatro centros jurídicos y políticos de la corte del Norte (Norðlendingafjórðungur), durante la Mancomunidad Islandesa.
En Landnámabók se cita que Þórir hinn hávi (Thorir el Alto) vivió en la bahía, que cambió definitivamente el nombre por Krossavík en el siglo XVII. En la saga de Vápnfirðinga y la saga de Kristni, mencionan que Þorleifur Ásbjarnarson (apodado el Cristiano, nórdico antiguo: hinn kristni) también vivió en Vöðlavík.